# Forcipomyia medipalus
Forcipomyia medipalus är en tvåvingeart som beskrevs av Debenham 1987. Forcipomyia medipalus ingår i släktet Forcipomyia och familjen svidknott. Inga underarter finns listade i Catalogue of Life.